# Handel transsaharyjski

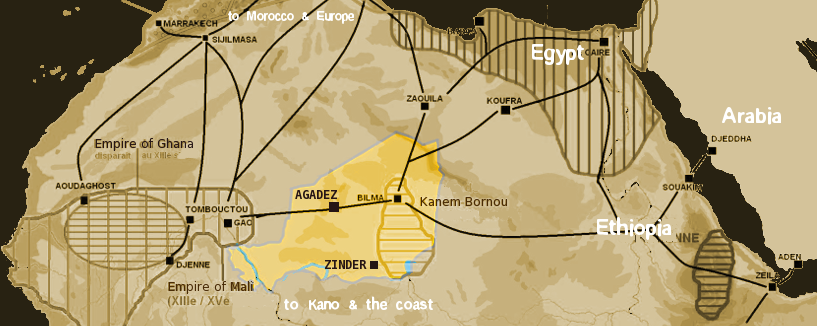
Transsaharyjskie szlaki handlowe około 1400 roku

Handel transsaharyjski – handel między terenami nad Morzem Śródziemnym a Afryką Subsaharyjską.
Od ok. 650 r. kupcy muzułmańscy coraz częściej podróżowali przez Saharę. Organizowali ryzykowne wyprawy z karawanami wielbłądów. Sprzedawali na południu sól, luksusowe towary jak ceramikę, szklane korale, naczynia mosiężne i tkaniny w zamian skóry, kość słoniową, niewolników i złoto. Eksport złota stał się podstawą utrzymania większości państw afrykańskich.
Główne trasy transsaharyjskie to z Tangeru do Timbuktu, Kumbi Salih (Ghana), Benin. Z afrykańskich państw zachodnich Takrur, Ghana, Benin, popularne trasy na wschód wiodły do państw: Alwy, Aksum, Makurii, a także do egipskiej Aleksandrii. Z państwa Aksum, handel prowadził również do Mogadiszu i dalej wschodnim wybrzeżem Oceanu Indyjskiego do Zanzibaru.